# Teatro Prefectural de Kumamoto
El Teatro Prefectural de Kumamoto (熊本県立劇場 Kumamoto Kenritsu Gekijō?) es un centro para las artes escénicas ubicado en la ciudad de Kumamoto, Japón. Es el primer complejo cultural público construido en Japón.
Abrió sus puertas en 1982 y cuenta con dos espacios principales: una sala de conciertos con capacidad para 1813 personas y un teatro de 1183 asientos; también posee una sala de ensayos y una sala de práctica musical. Kunio Maekawa fue el arquitecto de la instalación, quien realizó un diseño acústico con Nagata Acoustics.